# Last Exit to Springfield
«Last Exit to Springfield» (с англ. — «Последняя надежда Спрингфилда», буквально «Последний поворот на Спрингфилд») — семнадцатая серия четвёртого сезона мультсериала «Симпсоны». Его премьера состоялась 11 марта 1993 года. Этот эпизод большинством фанатов был признан лучшим за всю историю Симпсонов.

## Сюжет

Гомер мечтает о жизни с организованной преступностью

Мистер Бернс сидит в своем офисе в ожидании профсоюзного лидера, (который, по сообщению Смитерса, таинственным образом исчез), с целью обсудить с профсоюзом коллективный договор. Просматривая текст договора, Бернс возмущается требованиями профсоюзов и вспоминает о старых временах, когда недовольных рабочих просто замуровали в коксовых печах. Бернс решает бороться с профсоюзом, и исключает из договора оплату стоматологической помощи.
Тем временем дети Симпсонов проходят обследование в «Безболезненной стоматологии», где выясняется, что Лизе нужны зубные скобы. Когда Мардж сообщает об этом Гомеру, он говорит ей не беспокоиться о стоимости, потому что после последней забастовки профсоюз добился включения стоматологических услуг в страховку. Позже, на заседании местного отделения «Международного братства джазовых танцоров, кондитеров и ядерных техников», Карл объявляет, что по новому договору стоматология исключена в обмен на бесплатный бочонок пива для заседаний профсоюза. Гомер медленно понимает, что это значит — ему придётся платить за скобы Лизы из своих средств, и требует восстановить прежние условия договора.
Карл выдвигает Гомера на пост председателя профсоюза, и того быстро и почти единогласно избирают. Мистер Бернс наблюдает за Гомером через скрытую камеру (которая вмонтирована в бочонок бесплатного пива) и напуган его энергичностью. Бернс приглашает Гомера к себе в кабинет, чтобы попытаться достичь соглашения, но Гомер не совсем понимает хитрые намеки Бернса, полагая, что в качестве взятки Бернс предлагает сексуальные услуги. Гомер быстро встает из-за стола, сказав, что не пойдет на «проделки через заднюю дверь», и быстро уходит, в результате у Бернса создается впечатление, что Гомер — превосходный переговорщик.
Бернс посылает в дом Симпсонов «нанятых головорезов», чтобы те доставили Гомера в особняк Бернса для продолжения переговоров. Когда Бернс приступает к переговорам, Гомер чувствует, что ему срочно нужно в туалет. Он спрашивает у Бернса, где туалет, и бегом удаляется искать его, что приводит Бернса к заключению, что Гомер — действительно жесткий переговорщик, который не желает даже выслушать его позицию. Затем, на профсоюзном собрании, Гомер, устав от переговоров, пытается уйти в отставку, говоря с трибуны: «С меня хватит». Собрание неправильно интерпретирует эти слова, и все члены профсоюза решают начать забастовку. Бернс пытается разными методами остановить забастовку, но терпит неудачу. На ток-шоу Кента Брокмана «Smartline», Бернс заявляет, что он «обрушит на город ужасную месть».
Затем Бернс и Смитерс заходят в секретную комнату на электростанции города Спрингфилда и отключают электричество во всем городе. Бастующие не сдаются и начинают петь. Бернс, уверенный, что он сломал дух забастовщиков, выходит на балкон посмотреть на их реакцию, но обескуражен их единством и оптимизмом. Наконец Бернс на встрече с Гомером соглашается на его требования, но при одном условии: Гомер уйдет в отставку с поста председателя профсоюза. Гомер от радости начинает кататься по полу, и Бернс начинает понимать, что Гомер не такой «блестящий тактик», как он думал. Таким образом Лизе бесплатно ставят скобы, и все Симпсоны вместе со стоматологом начинают смеяться (отчасти потому, что стоматолог забыл закрыть баллон с веселящим газом).

## Культурные отсылки
- Название эпизода основано на названии романа Хьюберта Селби «Последний поворот на Бруклин» (англ. Last Exit to Brooklyn), в одной из частей которого описан лидер профсоюза во время забастовки[3].
- Сцена, в которой Лиза просит дать ей зеркало и после этого ужасно смеётся, — отсылка к фильму Тима Бёртона «Бэтмен» (1989), где то же самое делал Джокер (в исполнении Джека Николсона)[4].
- Обезьяны в подземельях Бернса — отсылка к теореме о бесконечных обезьянах.
- Лиза после исполнения своей протестной песни по просьбе Ленни начинает играть песню «Classical Gas[англ.]» Мэйсона Уильямса[англ.].
- Одурманенная эфиром Лиза попадает во сне в мир, напоминающий мультфильм «Жёлтая подводная лодка», при этом сцена сопровождается искажённой мелодией песен Lucy in the Sky with Diamonds и Yellow Submarine.
- Сцена, где Гомеру предлагают пончики, — отсылка к фильму «Крёстный отец 2»[5].
- Момент, когда Бернс отключил всё электричество в городе, является пародией на мультфильм «Как Гринч украл рождество»[6].
- Сюжет эпизода — отсылка к стереотипам о многих профсоюзных лидерах США второй половины XX века. Серия пародирует их продажность и связи с мафией.
- Упоминание о пропавшем лидере профсоюза и сцена, где на футбольном поле на земле виднеется человеческий силуэт из свежевыкопанной земли, — отсылка к возможной версии местонахождения тела Джимми Хоффа[7].